# Kea Bouman
Cornelia "Kea" Bouman (Almelo, 23 de novembro de 1903 — Delden, 17 de novembro de 1998) foi uma tenista holandesa. Medalhista olímpica de bronze em duplas mistas, com Hendrik Timmer. Foi a primeira tenista estrangeira a ganhar o torneio de Roland Garros. O torneio que era disputado desde 1897 na França, só podia ser disputado por tenistas locais até 1924.

## Grand Slam finais

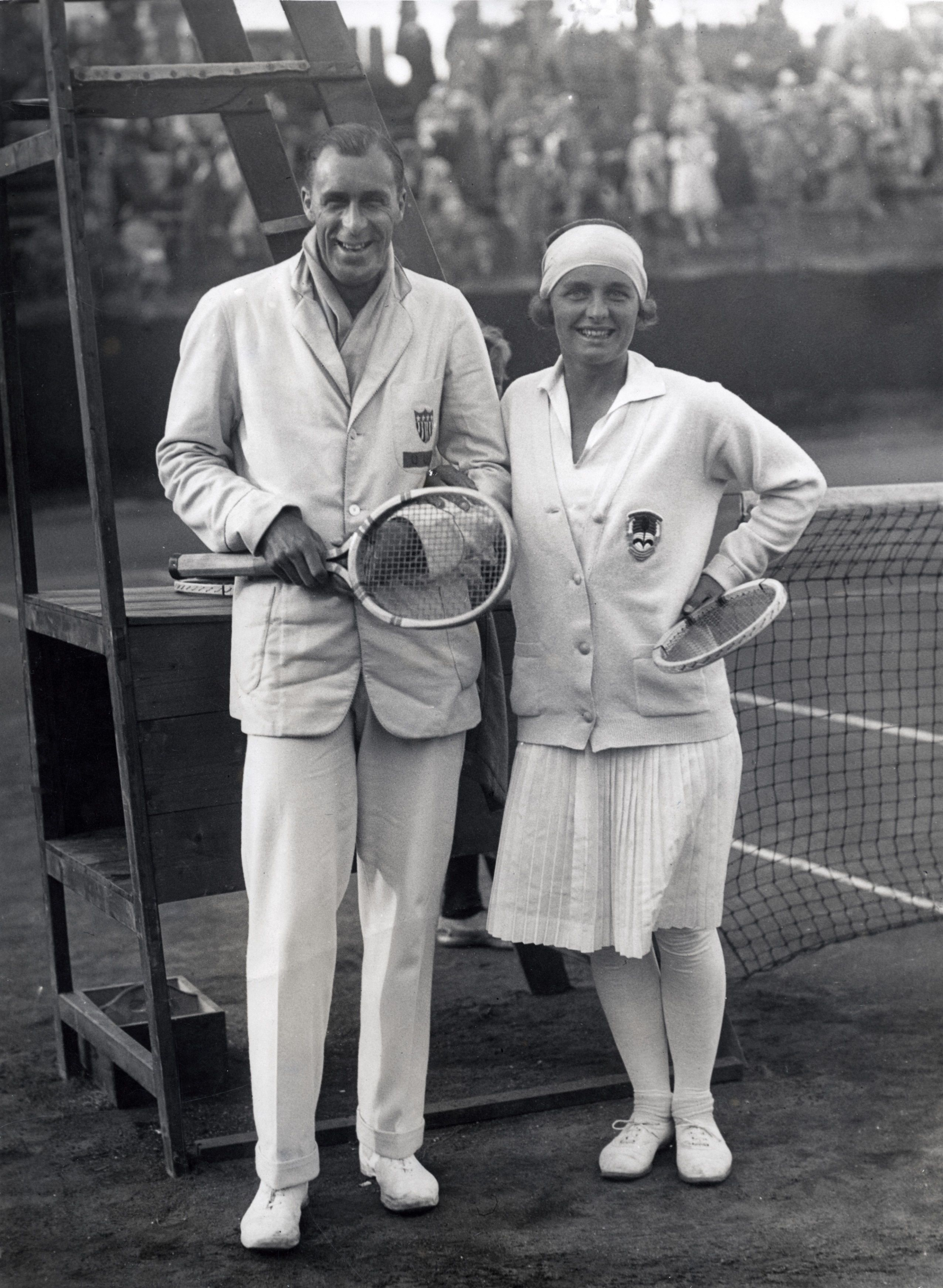
Bill Tilden e Kea Bouman em Roland Garros de 1927

### Simples

#### (1 Título)
| Ano  | Campeonato           | Oponente             | Placar   |
| 1927 | French Championships | Irene Bowder Peacock | 6–2, 6–4 |

### Duplas

#### (1 Título)
| Ano  | Campeonato           | Parceira     | Oponentes                | Placar   |
| 1929 | French Championships | Lilí Álvarez | Bobbie Heine Alida Neave | 7–5, 6–3 |

## Grand Slam performance em simples
| Torneio                  | 1923  | 1924  | 1925  | 1926  | 1927  | 1928  | 1929  | V-D    |
| ------------------------ | ----- | ----- | ----- | ----- | ----- | ----- | ----- | ------ |
| Australian Championships | A     | A     | A     | A     | A     | A     | A     | 0 / 0  |
| French Championships1    | A     | NH    | A     | SF    | V     | SF    | 1R    | 1 / 4  |
| Wimbledon                | 2R    | 1R    | 2R    | QF    | 4R    | 3R    | 3R    | 0 / 7  |
| U.S. Championships       | A     | A     | A     | A     | QF    | A     | A     | 0 / 1  |
| Total V-D                | 0 / 1 | 0 / 1 | 0 / 1 | 0 / 2 | 1 / 3 | 0 / 2 | 0 / 2 | 1 / 12 |